# Fondmetal Fomet 1
La Fondmetal Fomet 1 è una monoposto di Formula 1 realizzata dalla Fondmetal e impiegata nelle stagioni 1991 e 1992, in quest'ultima in una versione aggiornata e chiamata GR01.

## Contesto e sviluppo
La Fondmetal, azienda italiana di cerchi in lega diretta da Gabriele Rumi, fu per lungo tempo sponsor del team Osella. Nel 1989 la scuderia fondata da Enzo Osella si trovava in difficoltà e l'anno successivo corse con il nome Fondmetal Osella. Alla fine del 1990, Fondmetal rilevò il team e Rumi si impegnò per rendere il team più competitivo.
Fu commissionata una monoposto alla Fomet, un ufficio di progettazione con sede a Bicester, fondato dallo stesso Rumi e diretto da Robin Herd, coadiuvato dai progettisti Tim Holloway e Tino Belli. A quel tempo si riteneva che i migliori ingegneri attivi negli sport automobilistici fossero quelli inglesi; ciò spiega la scelta di far progettare la nuova vettura in Inghilterra. Quello della Fondmetal non fu un caso isolato: la stessa Ferrari ebbe a suo tempo un'antenna tecnologica nel Regno Unito, così come altri team minori affidarono il progetto delle loro vetture a ingegneri inglesi basati in loco.

## Vettura
La Fomet F1 fu la prima vettura interamente realizzata dal team Fondmetal. Venne progettata come detto dalla Fomet, nello specifico da Tino Belli e Tim Holloway; gli aggiornamenti in corso di stagione furono affidati in seguito a Richard Divila.
La vettura aveva una linea molto semplice e presentava alcuni elementi che risalivano all'ultima Osella costruita, la FA1M-E.
L'aerodinamica venne completamente rivista, con un telaio di sezione ridotta e un passo allungato rispetto alla precedente FA1M-E ; ciò rese la Fomet 1 più snella e con delle linee più pulite.
Le sospensioni erano tradizionali, di tipo push rod sia all'anteriore sia al posteriore.
La vettura era spinta dal Ford Cosworth DFR preparato da Brian Hart, che era stato utilizzato con successo sulla Tyrrell 019 nella stagione precedente. Il cambio era trasversale a 6 rapporti, progettato dalla stessa Fondmetal.
Furono prodotti due telai della Fomet 1 per tutta la stagione.

## Carriera agonistica

### 1991
All'inizio della stagione, la Fomet 1 non era ancora pronta. Il team dovette quindi partecipare alle prime due gare con la vecchia FA1M-E ex-Osella, ormai alla sua terza stagione di corse.
La Fomet 1 esordì al Gran Premio di San Marino, con alla guida il confermato Olivier Grouillard. La vettura era ancora molto acerba, e il pilota francese non superò le pre-qualifiche. Lo stesso accadrà nelle due corse successive. Tuttavia con gli aggiornamenti ideati da Richard Divilas e dopo alcuni test a Magny-Cours, Grouillard si qualificò decimo in Messico. Il suo miglior risultato fu un decimo posto in Belgio.
Nel Gran Premio di Spagna Grouillard fu sostituito da Gabriele Tarquini, il quale portò a termine la corsa e si ripeté in Giappone.
Il primo anno della Fondmetal non fu soddisfacente. Con la Fomet 1, il team si qualificò solo sei volte su 14 gare; su otto mancate qualifiche, in ben sette il team venne eliminato già nelle pre-qualifiche. Furono portate a termine solo 3 gare, senza piazzamenti a punti.

### 1992

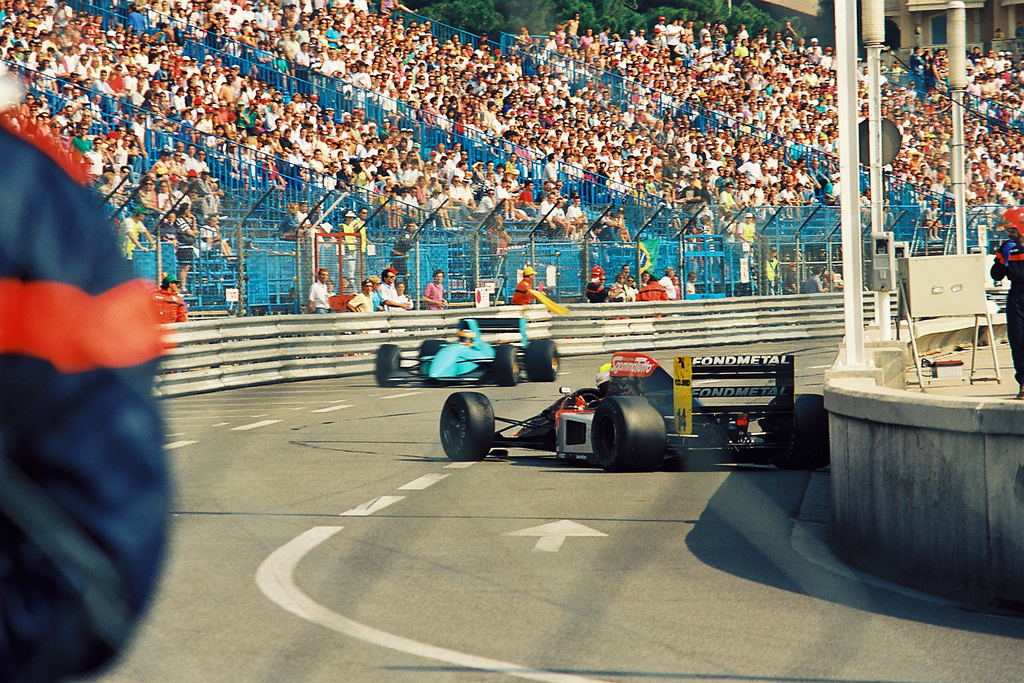
Andrea Chiesa durante le prove del Gran Premio di Monaco 1992.

Per la stagione successiva venne commissionata sempre alla Fomet lo sviluppo di una nuova vettura. Ma il sodalizio con la Fondmetal si interruppe, in quanto la Fomet cominciò a collaborare con altri team; Rumi decise così di non proseguire con la Fomet e di commissionare lo studio della nuova vettura a un altro studio di progettazione, la Astauto di Sergio Rinland. Il progetto della Fomet 2 venne successivamente venduto al team Larrousse e rinominato Venturi LC92.
A causa della rottura con Fomet, lo sviluppo della nuova vettura procedette con molto ritardo. Di conseguenza, la Fondmetal dovette prendere parte alle prime gare con la vecchia Fomet 1 aggiornata e rinominata GR01 (dalle iniziali del proprietario del team Gabriele Rumi).
La GR01 altro non era che una Fomet 1 con un nuovo motore, il Ford Cosworth HBB5 al posto del DFR. Questo motore era una versione modificata del Ford HBA, utilizzata sulla Benetton B191 nella stagione precedente.
Per il 1992, la Fondmetal passò a due vetture. I piloti furono il confermato Gabriele Tarquini e lo svizzero Andrea Chiesa, che portò in dote lo sponsor SgommaTutto. Tarquini guidò la GR01 fino al Gran Premio di Monaco, dopo il quale passò alla nuova GR02. Nelle prime quattro gare della stagione fu in grado di qualificarsi agevolmente, ma non riuscì a terminarne nessuna. Chiesa invece guidò la GR01 fino al Gran Premio di Gran Bretagna; nonostante fosse passato alla GR02 nella corsa precedente in Francia, un incidente al via danneggiò il telaio a tal punto che non fu riparato prima della corsa successiva in Germania. Il pilota svizzero non riuscì a portare a termine alcuna gara.

## Risultati in Formula 1
| Anno | Vettura | Motore | Gomme | Piloti     |  |  |     |     |     |     |     |     |     |    |    |     |     |    |    |     |  | Punti | Pos. |
| ---- | ------- | ------ | ----- | ---------- |  |  | --- | --- | --- | --- | --- | --- | --- | -- | -- | --- | --- | -- | -- | --- |  | ----- | ---- |
| 1991 | Fomet 1 | Ford   | G     | Grouillard |  |  | NPQ | NPQ | NPQ | Rit | Rit | NPQ | NPQ | NQ | 10 | Rit | NPQ |    |    |     |  | 0     | -    |
| 1991 | Fomet 1 | Ford   | G     | Tarquini   |  |  |     |     |     |     |     |     |     |    |    |     |     | 12 | 11 | NPQ |  | 0     | -    |

| Anno | Vettura | Motore | Gomme | Piloti   |     |     |     |     |     |     |    |  |    |  |  |  |  |  |  |  |  | Punti | Pos. |
| ---- | ------- | ------ | ----- | -------- | --- | --- | --- | --- | --- | --- | -- |  | -- |  |  |  |  |  |  |  |  | ----- | ---- |
| 1992 | GR01    | Ford   | G     | Tarquini | Rit | Rit | Rit | Rit | Rit | Rit |    |  |    |  |  |  |  |  |  |  |  | 0     | -    |
| 1992 | GR01    | Ford   | G     | Chiesa   | NQ  | Rit | NQ  | Rit | NQ  | NQ  | NQ |  | NQ |  |  |  |  |  |  |  |  | 0     | -    |